# 華特·戈泰
華特·傑克·戈泰（德語：Walter Jack Gotell，1924年3月15日—1997年5月5日，是德國的男演員，他以飾演羅傑摩爾時期007電影中的KGB首腦戈高爾而聞名。